# Ігор Василик
Ігор Васи́лик (1946 м. Цамс, Австрія — †2012 м. Буенос-Айрес, Арґентина) — публіцист.

## Біографія
Закінчив Державний університет у Буенос-Айресі (1999). У 1982–1990 — директор, від 1996 — редактор іспаномовної частини газети «Українське Слово». Досліджував історію ЗС України 20 століття. Публікувався в журналі «Defensa» («Оборона»). У 1977—1979 — голова крайової Пластової старшини.

## Праці
Автор історичних нарисів, статей:
- «Століття української еміграції в Арґентині» («Альманах Гомону України», Торонто, 1997);
- «Військово-Морські Сили України — важкий шлях становлення» (там само, 2000);
- «Національна Гвардія України» // «Centinelas» («Вартові»), Bs. Aires, 2000, лютий.

Один з авторів книги «Українці в Арґентині» (Київ, 1997).
Автор історичних нарисів іспанською мовою «Просвіта, філія Авеллянеда — 70 років плідної праці» (Avellaneda, 1997) та «Просвіта в Арґентині — нотатки для її історії» (Buenos Aires, 2000) про діяльність Українського культурного товариства «Просвіта».